# Coop y Cami
Coop y Cami (en inglés: Coop & Cami Ask the World) es una serie de televisión estadounidense creada por Boyce Bugliari y Jamie McLaughlin que se estrenó en Disney Channel el 12 de octubre de 2018. La serie está protagonizada por Dakota Lotus y Ruby Rose Turner, como Coop y Cami Wrather, dos hermanos en edad de la escuela intermedia que se encargan de la toma de decisiones en línea.

## Episodios
| Temporada | Temporada | Episodios | Estados Unidos        | Estados Unidos           | Latinoamérica        | Latinoamérica           | España              | España                   |
| Temporada | Temporada | Episodios | Comienzo              | Final                    | Comienzo             | Final                   | Comienzo            | Final                    |
| --------- | --------- | --------- | --------------------- | ------------------------ | -------------------- | ----------------------- | ------------------- | ------------------------ |
|           | 1         | 21        | 12 de octubre de 2018 | 13 de abril de 2019      | 3 de febrero de 2019 | 27 de diciembre de 2019 | 29 de abril de 2019 | 25 de septiembre de 2019 |
|           | 2         | 28        | 5 de octubre de 2019  | 11 de septiembre de 2020 | 6 de abril de 2020   | 30 de abril de 2021     | 27 de enero de 2021 | 25 de julio de 2021      |

## Reparto

### Principal
- Dakota Lotus como Cooper "Coop" Wrather,[2][1] hermano de Charlotte, Ollie y Cami, con la que hace vídeos de internet
- Ruby Rose Turner como Cameron "Cami" Wrather,[2][1] hermana de Charlotte, Ollie y Coop, con el que hace vídeos de internet
- Olivia Sanabia como Charlotte,[2][1] hermana mayor de Ollie, Coop y Cami
- Albert Tsai como Fred,[2][1] mejor amigo de Coop
- Paxton Booth como Ollie,[2][1] hermano menor de Coop, Charlotte y Cami
- Rebecca Metz como Jenna,[2][1] madre de Coop, Charlotte, Ollie y Cami

### Recurrente
- Kevin Daniels como Director Walker, director del instituto y novio de Jenna
- Jayden Bartels como Peyton, novia de Coop
- Gabriella Graves como Delaware, mejor amiga de Cami
- Tessa Espinola como Pam, asistente de Cami hasta que se convierte en su némesis en la segunda temporada
- Gianni DeCenzo como Caleb, exnovio de Charlotte, un chico empollón
- Trinitee Stokes como Neve, novia de Fred hasta que rompen en la segunda temporada
- Gus de St. Jeor como Dixon (temporada 2), novio de Charlotte y jugador de hockey en el equipo de Coop
- Reece Caddell como Minty (temporada 1), rival de Cami

## Producción
La serie dio luz verde el 4 de mayo de 2018, y se estrenó en el otoño de 2018. Boyce Bugliari y Jamie McLaughlin sirven como showrunners y productores ejecutivos. El 17 de agosto de 2018, Disney Channel anunció que la serie se estrenará el 12 de octubre de 2018. En preparación para el estreno, la serie tendrá una serie de desafíos en un evento especial que comenzará el 17 de agosto de 2018, donde las audiencias podrán votar en los medios sociales qué vídeo musical de la serie quieren ver al aire. El evento especial terminará el 21 de septiembre de 2018, con el lanzamiento de un vídeo musical y varios cortometrajes. El video musical incluirá el tema y el elenco principal de la serie, mientras que los cortometrajes incluirán al elenco principal y a otras estrellas de Disney Channel que participan en los desafíos del tipo "Would You Rather?" La serie es una producción de It's a Laugh Productions.
En España la serie se estrenó el 29 de abril a través de Disney Channel.
El 25 de enero de 2019, se anunció que Disney Channel renovó la serie para una segunda temporada.